# 羅雅谷
賈科莫·羅（義大利語：Giacomo Rho，1593年—1638年4月27日），有一說為雅克·羅（Jacques Rho），漢名羅雅谷，字味韶，義大利人，天主教耶穌會傳教士。

## 生平
1593年出生於米蘭，是一位地位崇高的法學家之子。在1614年加入耶穌會，並成功的完成了早期的學業，對於數學特別有天份。1617年，在羅馬被貝拉明樞機主教授任神父職之後，與44個夥伴一起前往遠東地區傳教。最早他待在果阿邦學習神學，後來待在澳門。1622年，當澳門被荷蘭軍隊圍攻時，他教導居民使用大砲，進而使該市解圍。1624年隨高一志進入中國，住在山西，學習語言與相關的在地知識。1631年，被傳喚至北京曆局與徐光啟、湯若望、龍華民和鄧玉函共事，協助改革中國曆法，編修《崇禎曆書》。1638年逝世於北京，享年45歲。許多中國官員都有參加他的葬禮，他被葬於滕公柵欄。

## 在學術上的貢獻

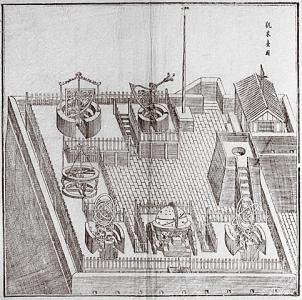

羅雅谷與其他傳教士帶來西方許多天文觀測儀器，如托勒密、第谷與伽利略時代的觀測儀器，並且帶來了許多天文書籍，如哥白尼的《天體運行論》等等。並且翻譯許多西洋書籍，如《泰西人身説概》等等。
羅雅谷著有《哀矜行詮》、《測量全義》十卷、《五緯表》十一卷、《五緯曆指》九卷、《月離曆指》四卷、《月離表》四卷、《日躔曆指》一卷、《日躔表》二卷、《黃赤正球》一卷、《籌算》一卷、《比例規解》一卷、《曆引》二卷以及《日躔考》、《晝夜刻分》、《五緯總論》、《日躔增五星圖》、《水木土二百恆星表》、《周歲時刻表》、《五緯用則》、《夜中測時》、《周歲警言》等等包括天文、數學、曆法與神學等方面的著作。

## 參看
- 西學東漸
- 中國基督教史
- 滕公柵欄

天主教宣教士來華:
- 高一志
- 沙勿略
- 利瑪竇
- 阿爾芒·戴維德
- 郎世寧
- 南懷仁
- 湯若望
- 蔣友仁

更正教宣教士來華：
- 馬禮遜
- 米憐
- 賓惠廉
- 戴德生
- 李提摩太
- 林樂知
- 顧約拿單

## 延伸閱讀
- 費賴之撰，馮承鈞譯，《入華耶穌會士列傳》，臺北：商務印書館，1960年
- 費賴之撰，馮承鈞譯，《在华耶稣会士列传及书目》，北京：中華書局，1995年 ISBN 7-101-010-35-0
- 費賴之撰，梅乘驥譯，《明清間在華耶穌會士列傳(1552-1773)》，上海：天主教上海教區光啟社，1997年